# Сила национального единения
Сила национального единения (англ. National Unifying Force) — родезийская либеральная партия белых граждан 1977—1978, оппозиционная Родезийскому фронту Яна Смита. Выступала против правления белого меньшинства и военного противостояния с африканскими повстанческими движениями. Призывала к мирному урегулированию на демократической многорасовой основе. Потерпела поражение на выборах и самораспустилась. Несмотря на формальное достижение целей, в независимой Зимбабве восстановлена не была.

## Контекст и создание
В 1965 году британская колония Южная Родезия провозгласила независимость под властью партии белой общины Родезийский фронт (RF). Правительство возглавил Ян Смит. Независимая Родезия не была признана в мире, правление белого меньшинства характеризовалось как расистский режим (хотя, в отличие от ЮАР, в Родезии не было системы апартеида). Шла война между правительственными силами и африканскими повстанческими движениями ЗАНУ и ЗАПУ.
Военное превосходство однозначно было на стороне Родезии. Но международная изоляция не оставляла политических перспектив. Среди белых родезийцев существовала леволиберальная оппозиция, выступавшая за расовое равноправие и примирение с повстанцами. Такие подходы не были популярны, но имели своих политических выразителей — в частности, Партию центра (CP) и Родезийскую партию (RP). Со второй половины 1970-х годов, когда военные действия и международное давление на Родезию максимально ужесточились, эти круги стали активно выдвигать собственные программы урегулирования. CP и RP объединились для создания новой политической структуры. Партия Сила национального единения (NUF) была учреждена в первых числах июля 1977 года.

## Либеральная оппозиция
Президентом NUF был избран Аллан Сэвори — известный учёный-животновод и охотовед, автор холистической концепции управления сельским хозяйством, исследователь и практик аграрного производства. В своё время он служил в британских колониальных войсках, потом состоял в RF. Либеральные взгляды Сэвори, приверженность принципу универсальных прав человека привели его к разрыву с партией и правительством Яна Смита. Он позиционировался как противник родезийского национализма и односторонней независимости. В 1970 году Сэвори вышел из RF и открыто осуждал политику Смита как «расистскую и милитаристскую». В одном из интервью Сэвори говорил, что «если бы родился не белым, а чёрным родезийцем, стал бы в глазах властей „величайшим террористом“».
NUF выступала за прекращение войны, официальные мирные переговоры с ЗАПУ и ЗАНУ, переход к многорасовому демократическому обществу, свободные выборы по принципу «один человек — один голос». Предлагалось создание «правительства на широкой основе, пользующегося доверием Западного мира и африканских националистов». Аллан Сэвори призывал «реалистично взглянуть на ситуацию и осознать: старая Родезия кончилась, шансов сохранить её нет». В то же время Сэвори — сам служивший в родезийском спецназе и участвовавший в боевых действиях — особо оговаривал, что такое правительство должно иметь поддержку Родезийских сил безопасности. Подчёркнутое уважение к армии было характерно для его политических выступлений.
Создание и программа NUF встретили некоторый отклик в среде белой интеллигенции и в бизнес-кругах. Партийные мероприятия собирали до двухсот человек. Но обычно представители NUF проигрывали в полемике правым оппонентам. Выступая за скорейшее установление мира и многорасовой демократии, они словно не учитывали идеологической специфики ЗАНУ и ЗАПУ, прокоммунистической ориентации этих движений. Именно этот фактор акцентировали RF и ещё более правая Родезийская партия действия (RAP), критиковавшая Смита за чрезмерные уступки африканским политикам.

## Прекращение деятельности
31 августа 1977 года в Родезии прошли парламентские выборы. Партия NUF выдвигала кандидатов в 18 округах из 50, относившихся к «белой квоте». Ни один из них не был избран в парламент. За NUF голосовали всего три тысячи избирателей — менее 4,5 %. Такой результат был несопоставим с 85%-ной поддержкой правящего RF и вдвое уступал RAP (при голосовании в округах поддержка NUF и RAP была вполне сопоставима, но RAP выдвинула гораздо больше кандидатов). Подавляющее большинство белых родезийцев доверяли Яну Смиту и не искали альтернативы RF. При этом ЗАНУ и ЗАПУ не считали либералов серьёзными союзниками и не учитывали их позиции. Советская печать об «умеренной партии» отзывалась с явным пренебрежением; откровенно враждебная RAP рассматривалась как более значимая
3 марта 1978 года Ян Смит подписал с представителями умеренных африканских организаций соглашение о внутреннем урегулировании. ЗАНУ и ЗАПУ отказывались от участия в диалоге и продолжали партизанскую войну. NUF отнеслась к соглашению критически, Сэвори выступил с осуждением. В конце года NUF объявила о самороспуске. В 1979 году Сэвори эмигрировал из Родезии и занялся научной работой в США.
Дальнейшее развитие событий в определённом смысле совпадало с призывами NUF — после всеобщих выборов 1980 года к власти пришёл ЗАНУ, правительство возглавил Роберт Мугабе, была провозглашена независимость Зимбабве. Однако новая политическая обстановка не способствовала либерализму. Белые зимбабвийцы консолидировались вокруг преобразованного и переименованного RF либо примыкали к организациям африканцев. Аллан Сэвори вернулся в Зимбабве, основал научно-исследовательский центр, был депутатом Палаты собрания, но о воссоздании партии речи уже не шло.